# 斯洛比德卡-克拉西利夫西卡
49°37′11″N 26°58′49″E / 49.61972°N 26.98028°E
斯洛比德卡-克拉西利夫斯卡（烏克蘭語：Слобідка-Красилівська）是位於烏克蘭西部的村莊，由赫梅利尼茨基州裡赫梅利尼茨基區的克拉西利夫市鎮負責管轄。該村面積3.26平方公里，海拔高度331米，2001年人口686，人口密度每平方公里210.4人。